# Leucoplasto

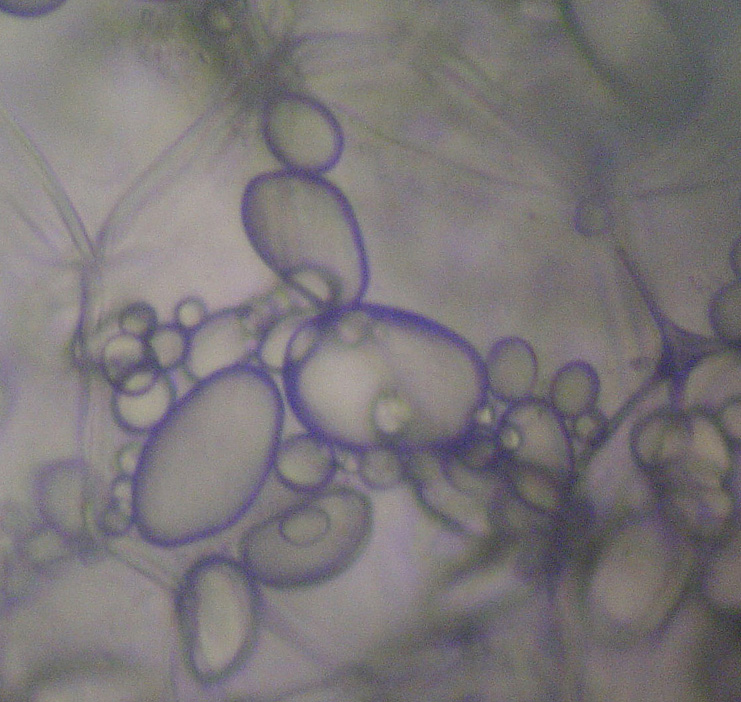
Leucoplasti; nello specifico, amiloplasti.

Il leucoplasto è un tipo di plastidio e, come tale, di organulo che si ritrova nelle cellule delle piante e di alcuni protisti. 
Non possiede pigmenti, al contrario di altri plastidi come i cloroplasti. Non essendo verde, lo si ritrova preferenzialmente nelle radici e nei tessuti non fotosintetici delle piante. 
In base alla sostanza accumulata come riserva possono distinguersi in:
- Proteinoplasti: accumulano proteine; le inclusioni sono chiamate corpi proteici e sono circondati da una membrana
- Amiloplasti e statoliti: accumulano amido secondario
- Lipidoplasti: accumulano i lipidi, in particolare le gocciole lipidiche

In alcuni casi, comunque, è possibile che la funzione fotosintetica non sia la più importante, provvedendo esso a fornire un'ampia gamma di altre funzioni biosintetiche, inclusa la sintesi di acidi grassi, molti amminoacidi e composti tetrapirrolici. In genere i leucoplasti sono più piccoli del cloroplasti, ed hanno una morfologia variabile.
Una rete molto estesa di tilacoidi intergrana è stata osservata nelle cellule di radici, ipocotili e petali e nel callo e nelle colture cellulari in sospensione di tabacco. In alcune cellule ad un certo stadio di sviluppo, i leucoplasti sono bloccati intorno al nucleo, con membrane intergrana che si estendono dalla periferia della cellula, come osservato per i protoplastidi nelle cellule meristematiche.
Gli ezioplasti mancano di pigmenti e possono essere tecnicamente definiti come leucoplasti. Dopo alcuni minuti di esposizione alla luce, gli ezioplasti cominciano a trasformarsi in cloroplasti funzionanti, e cessano di essere leucoplasti.
| Controllo di autorità | Thesaurus BNCF 34817 |